# King’s College Chapel
King’s College Chapel – gotycka świątynia, najstarszy budynek wchodzący w skład kompleksu King’s College Uniwersytetu w Cambridge.

## Historia
Budowę kaplicy rozpoczęto pięć lat po założeniu King’s College przez króla Henryka VI Lancastera. Kamień węgielny wmurowano 25 lipca 1446, w uroczystość św. Jakuba. Budowę wstrzymano po aresztowaniu monarchy w 1461 roku podczas Wojny Dwóch Róż. Prace wznowiono w 1483 roku za sprawą króla Ryszarda III Yorka, lecz budowę ponownie wstrzymano po dwóch latach z powodu jego śmierci w bitwie pod Bosworth. W 1506 do miasta przybył Henryk VII Tudor, który uczestniczył w nabożeństwie wigilijnym odprawionym w świątyni prowizorycznie przykrytej drewnianym dachem. Monarcha ten przepisał w testamencie pieniądze na budowę, co umożliwiło dokończenie kaplicy. W 1512 ukończono wznoszenie dachu, a w 1515 – budowę sklepień.
Początkowo budową kierował Reginald Ely, a po jego śmierci w 1471 – Simon Clerk, który prawdopodobnie odpowiada wzniesienie wachlarzowego sklepienia zamiast gwiaździstego. Za sam wygląd sklepienia odpowiada ostatni mistrz pracujący przy budowie – John Wastell.
Podczas angielskiej wojny domowej podczas niesprzyjającej pogody w budynku wygłaszane apele dla wojsk Olivera Cromwella. Podczas II wojny światowej świątynia nie została uszkodzona, lecz dla bezpieczeństwa wymontowano większość witraży, które ukryto w piwnicach w pobliżu St Catharine’s College, a po zakończeniu wojny poddano pięcioletniej konserwacji.

## Architektura i wyposażenie
Świątynia późnogotycka, długa na 88 metrów, szeroka na 13,6 metra, o wysokości 24,4 metra. Przykryta największym w Europie, dwunastoprzęsłowym sklepieniem wachlarzowym. Pierwsze partie budynku wzniesiono z białego wapienia magnezowego, a późniejsze – z piaskowca wydobytego w Northamptonshire. Budynek doświetla 26 okien, większość z nich wypełnionych jest XVI-wiecznymi, renesansowymi witrażami, autorstwa m.in. Barnarda Flowera i Galyona Hone’a, pozostałe z nich wykonano w 1879 roku w zakładzie Clayton and Bell. Nad ołtarzem we wschodniej części świątyni wisi obraz Petera Paula Rubensa Pokłon Trzech Króli, podarowany uczelni przez Alfreda Ernesta Allnatta w 1961 roku. Na ścianie prezbiterium widnieje amatorski wizerunek jeźdźca na koniu, wykonany przez żołnierzy Olivera Cromwella.

### Organy
Organy w kaplicy znajdowały się już w latach 40. XV wieku, rozebrano je w roku 1564. Nowy instrument wykonał w 1605 lub 1606 warsztat Thomasa Dallama. W 1617 zostały one wyremontowane, a w 1631 przeniesiono je ze wschodniej części budynku nad lektorium. Kolejny remont miał miejsce w 1635 roku. W 1641 instrument rozebrano w celu ochrony przed zniszczeniem podczas buntów okrągłogłowych. W 1660 Lancelor Pease i stolarz John Adams wznieśli nowe organy z użyciem elementów starszego instrumentu, w latach 1673-1674 dodano drugi manuał. Kolejne powstały w latach 1686-1687 warsztacie Renatusa Harrisa, który etapami rozbudowywał je do roku 1710. Po renowacjach z lat 1803-1805 i 1809-1810 organy składały się z 25 głosów, 3 manuałów i pedału. Instrument został przebudowany w latach 1888-1889 przez firmę William Hill & Son i rozbudowany do 55 głosów, inaugurował go 8 lutego 1889 sir George Clement Martin, organista katedry św. Pawła w Londynie. Po niewielkiej rozbudowie z 1917 składał się z 56 głosów i 3172 piszczałek. W 1934 organy wyremontował warsztat Harrison & Harrison, następne rozbudowy miały miejsce w 1968 i 1992. W 2016 ten sam warsztat dokonał największej od lat 60. renowacji instrumentu, kosztującej 1,42 miliona funtów.

## Chór
Przy świątyni działa chór King's College, założony latach 50. XV wieku. Został rozwiązany w 1550 na mocy edyktu protestanckiego króla Edwarda VI i reaktywowany po kilku latach za panowania katolickiej królowej Marii. W 1646 władze Republiki Angielskiej zakazały rekrutowania nowych chórzystów, co skutkowało zaprzestaniem działalności w 1652. W 1660 chór reaktywowano, a po 6 latach osiągnął on pełną liczbę 16 członków. W 1878 wzniesiono nową szkołę chóralną przy West Road. Od 1928 roku telewizja BBC niemal corocznie transmituje w Wigilię Bożego Narodzenia świąteczny koncert chóru.

## Galeria

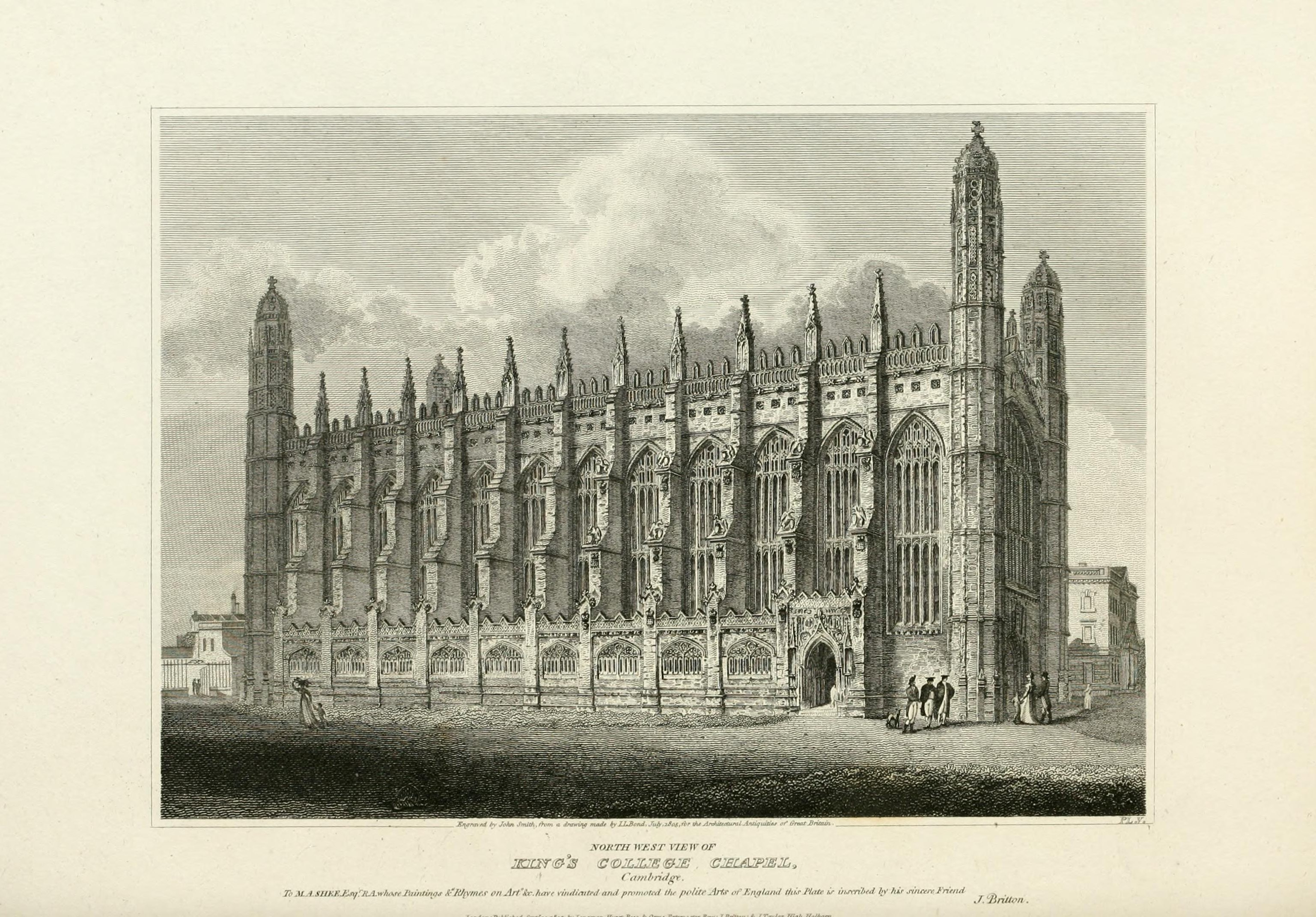
Widok w 1805 roku
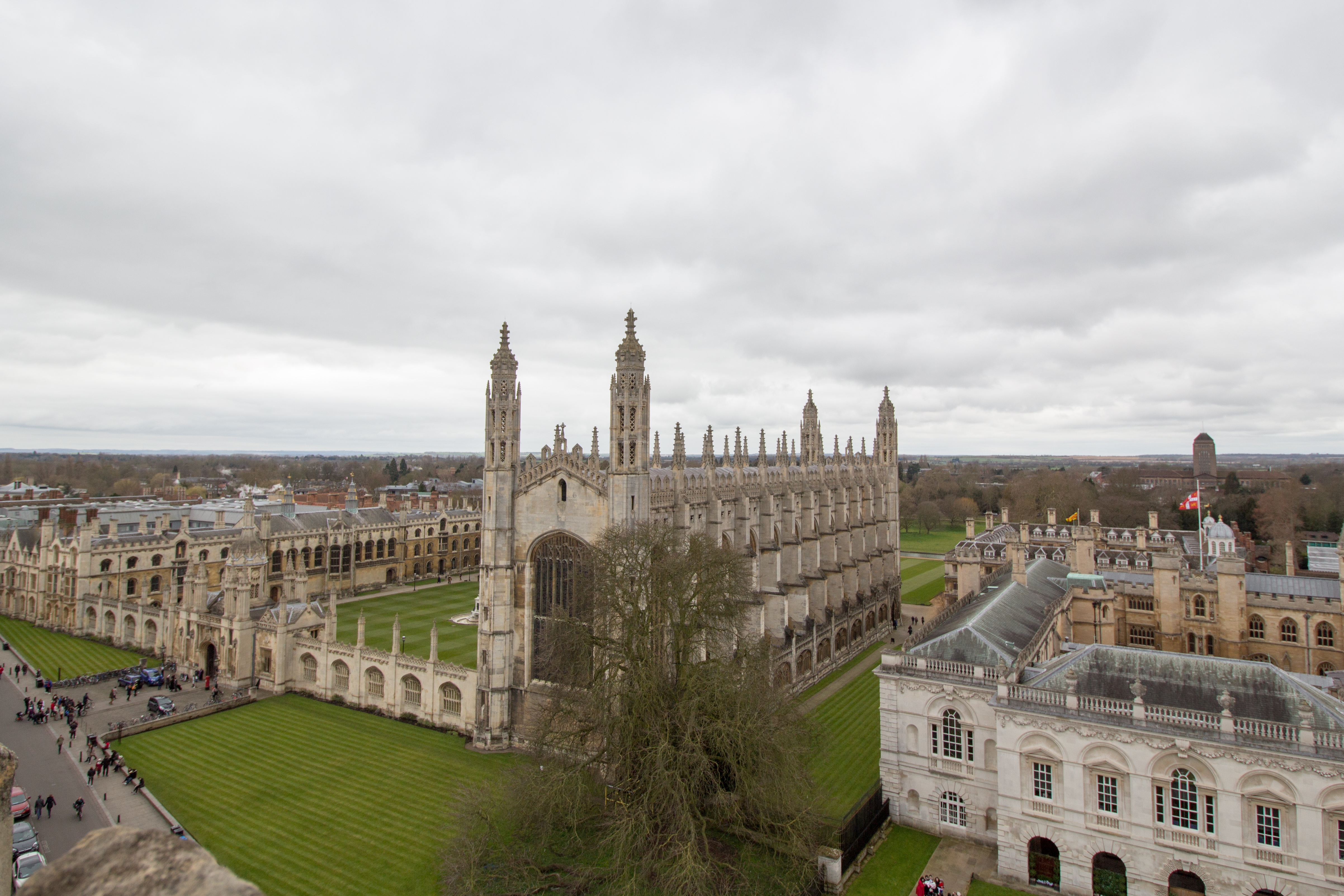
Widok z wieży Great St Mary’s Church
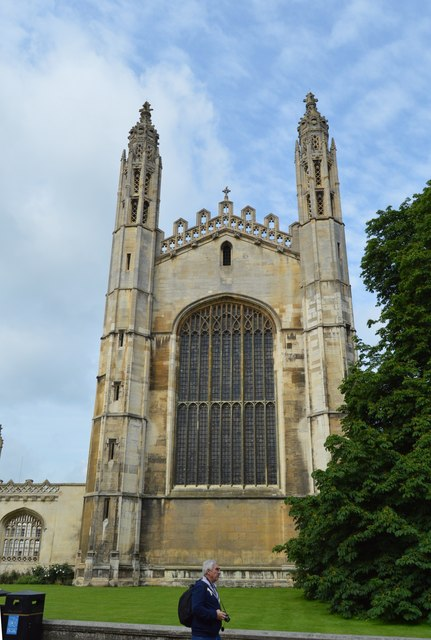
Wschodnia elewacja
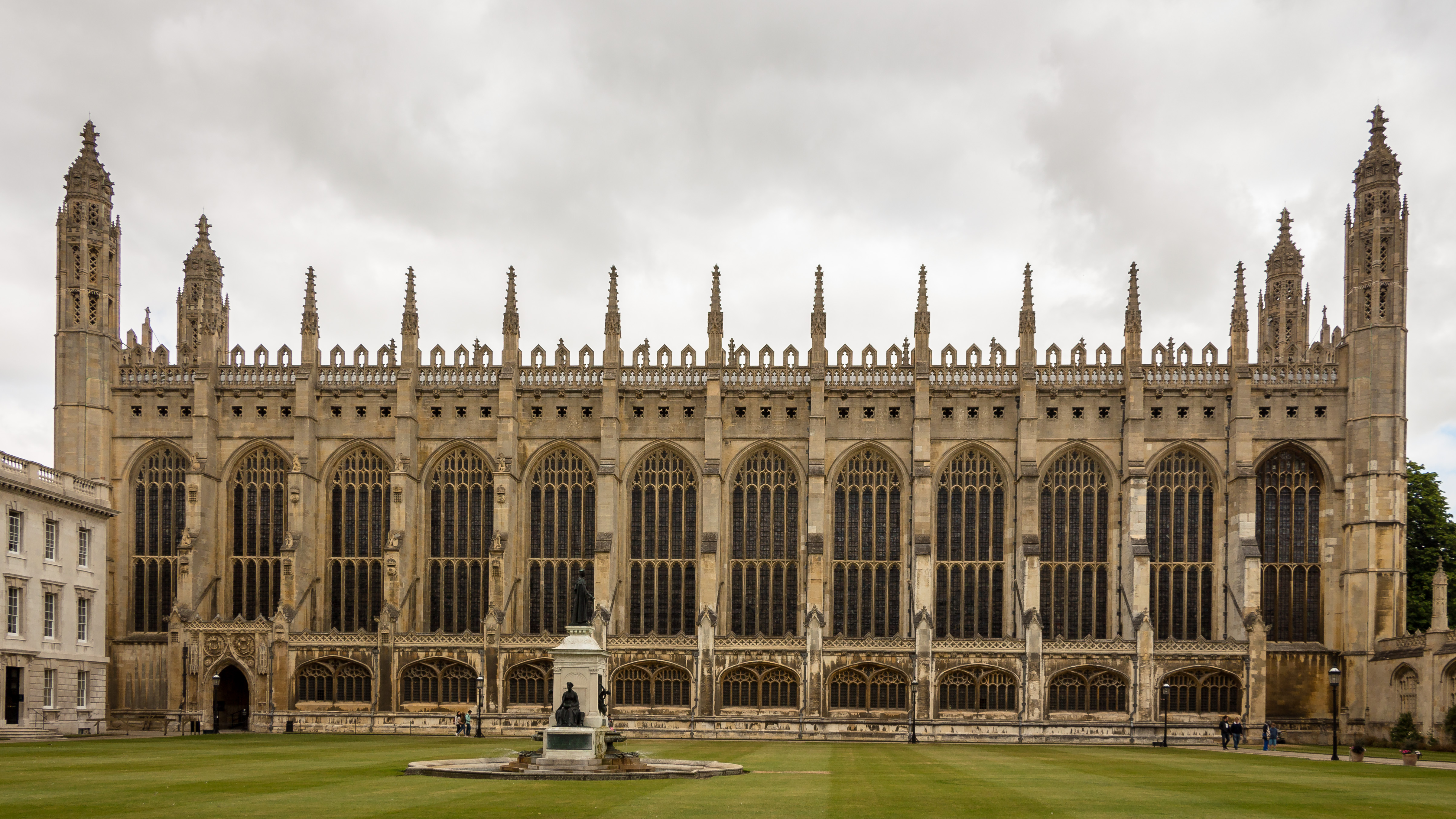
Elewacja południowa
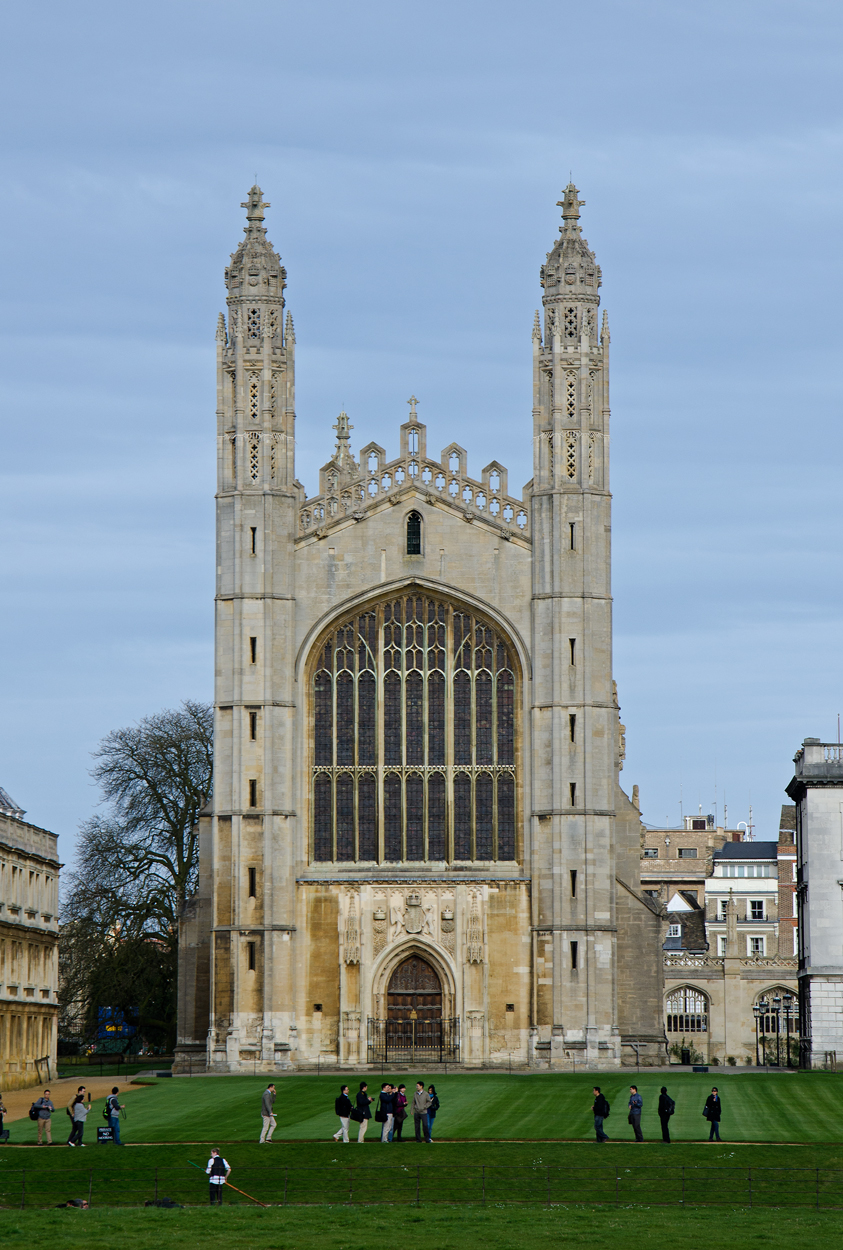
Fasada
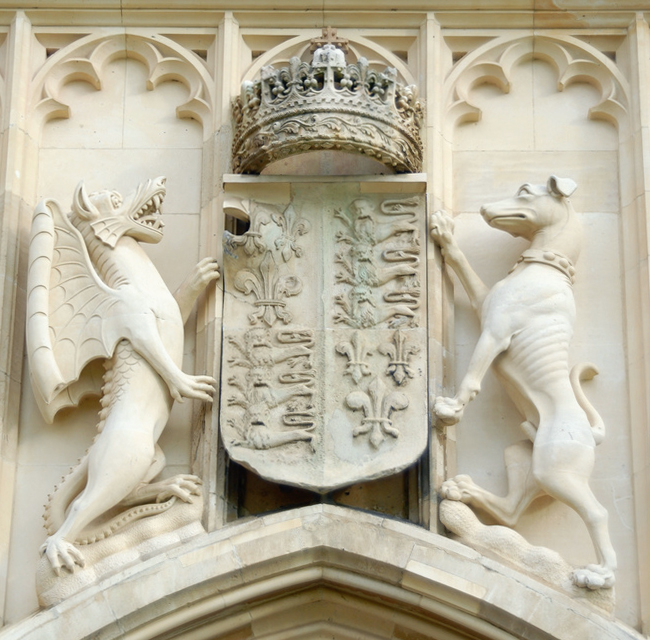
Herb Henryka VII nad portalem głównym
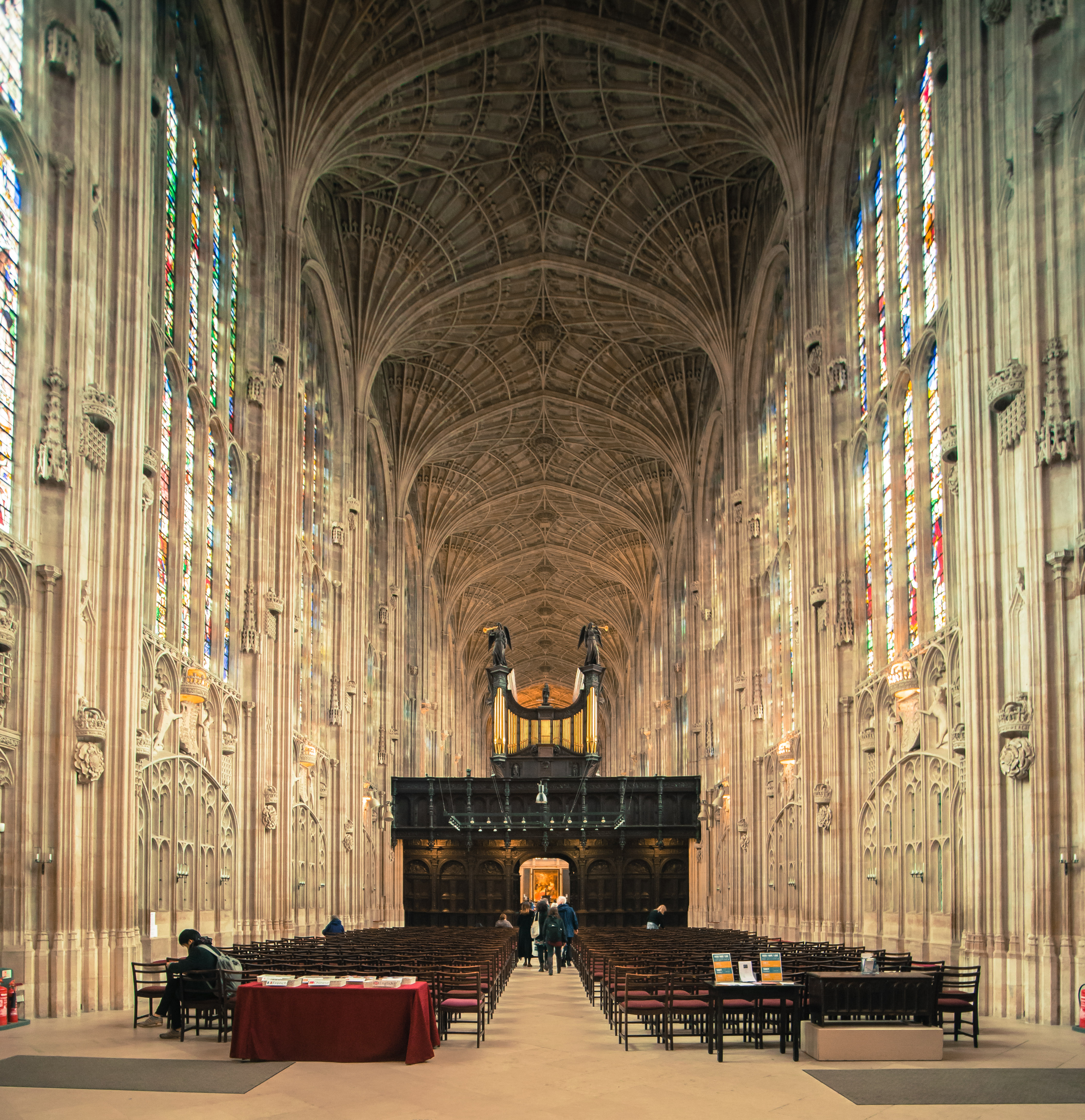
Wnętrze
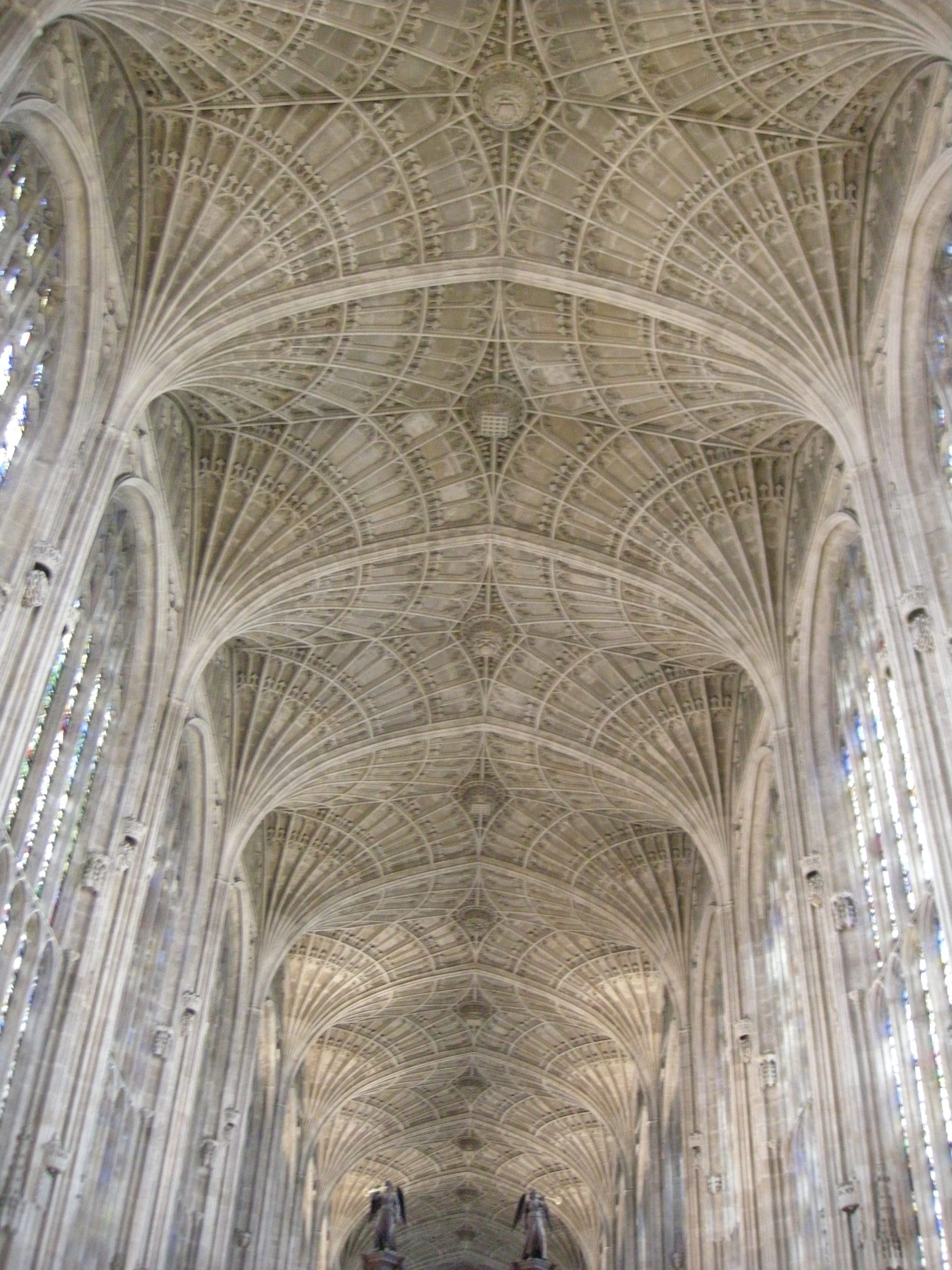
Sklepienie wachlarzowe
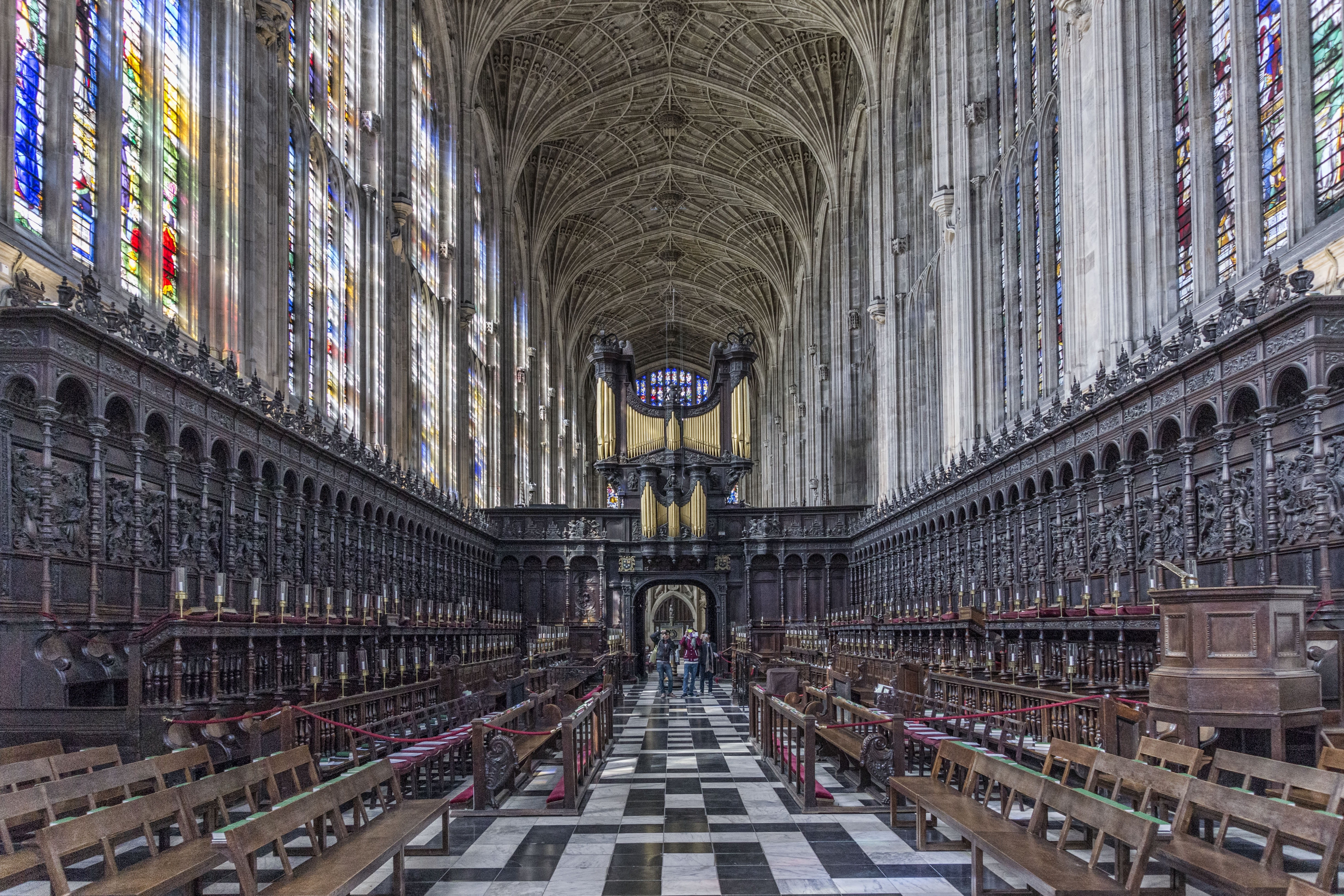
Stalle w prezbiterium
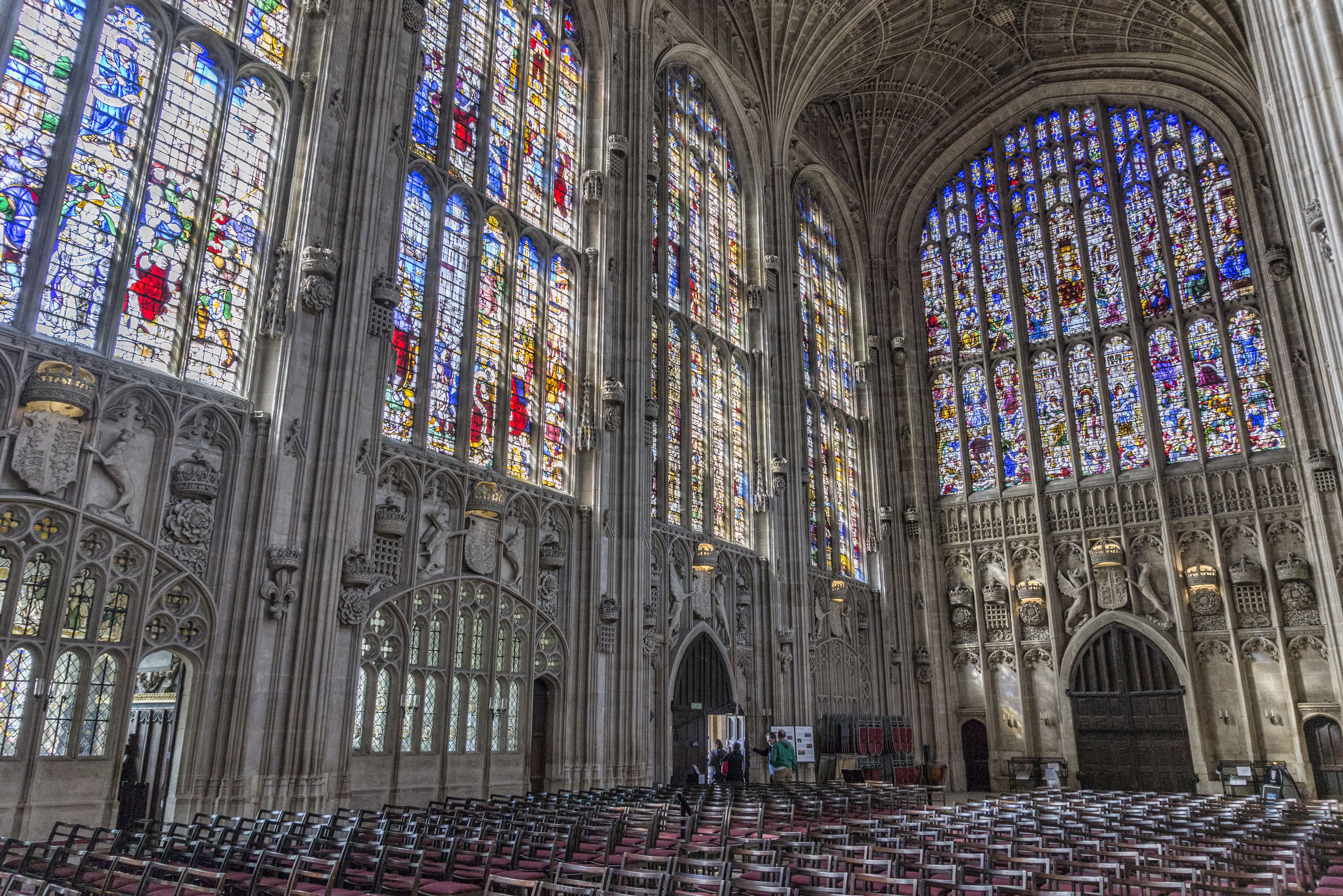
Witraże
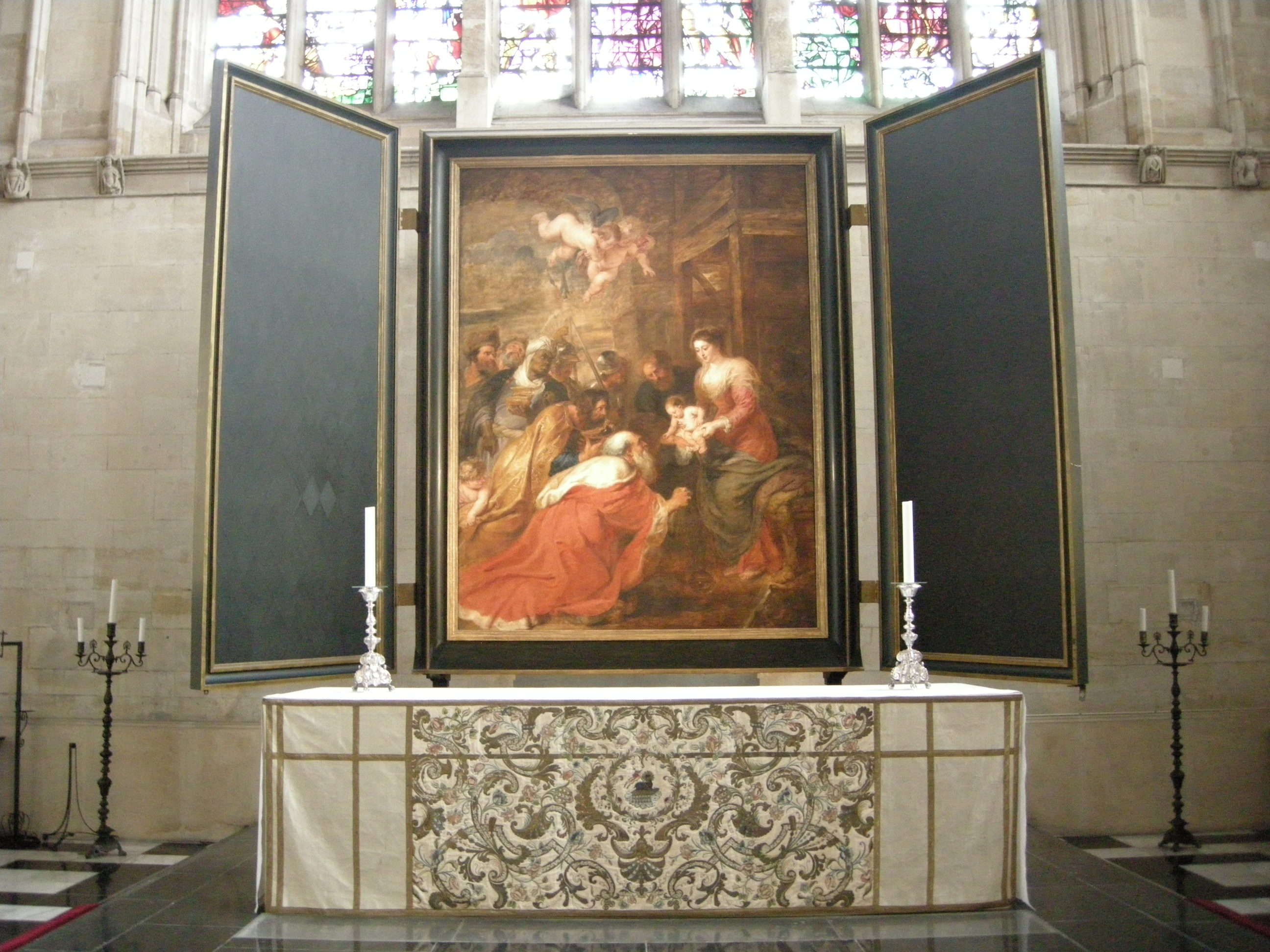
Ołtarz z obrazem Rubensa
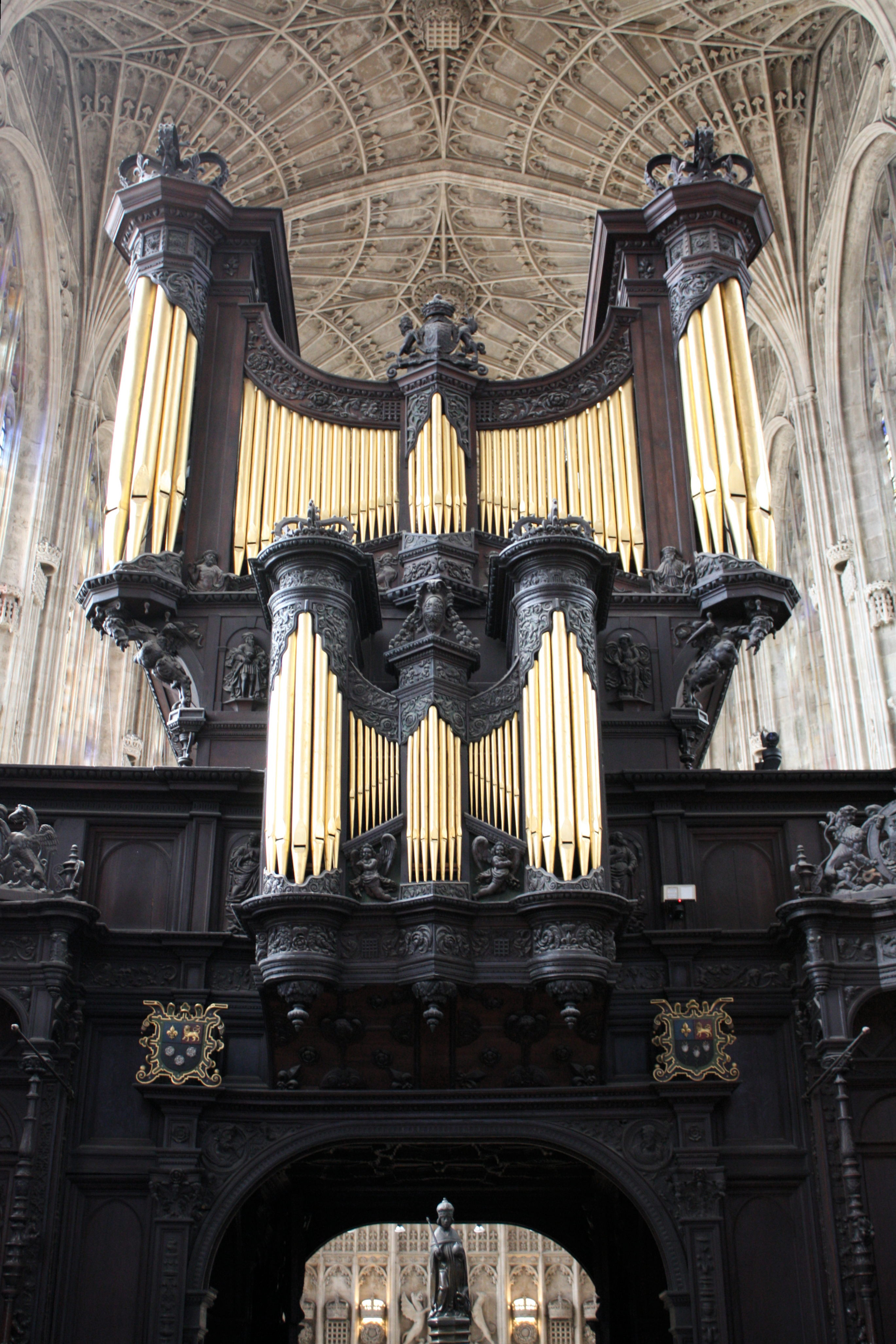
Organy